# Edmond Rochefort
Edmond Rochefort, ursprünglich Claude-Louis-Marie de Rochefort-Luçay (* 14. Juli 1790 in Évaux-les-Bains; † April 1871 in Paris), war ein französischer Librettist und Vaudevillist.
Edmond Rochefort war von adeliger Herkunft, legte aber keinen Wert auf seinen Titel, obwohl er sich selbst als Legimitist bezeichnete. Er galt als inspirierter Verfasser von Vaudevilles und Chansons. 
Er arbeitete oft mit Kollegen wie Paul Duport, den Brüdern Cogniard, Jean-François Bayard und Charles Dupeuty zusammen, aber auch beispielsweise mit dem Politiker Emmanuel Arago.
Seine Stücke wurden regelmäßig an renommierten Bühnen gegeben, wie dem Théâtre du Vaudeville, dem Théâtre des Variétés, dem Théâtre de la Gaîté oder dem Théâtre des Nouveautés.
Sein Sohn Henri Rochefort wurde ebenfalls als Vaudevillist bekannt, war aber darüber hinaus noch Journalist und Politiker. 1863 veröffentlichte Edmond Rochefort seine Memoiren unter dem Titel Mémoires d'un vaudevilliste.

## Werke (Auszug)
- L’Auberge du perroquet, ou la Barrière des martyrs, vaudeville en 1 acte, 1812, mit Théodore Maillard
- Werther, ou Les égaremens d’un coeur sensible, 1817, mit Georges Duval
- Les Singes, ou La parade dans le salon, 1827, mit Mathurin-Joseph Brisset
- Madame Grégoire ou Le cabaret de la Pomme de pin, vaudeville en 2 actes, 1830, mit Charles Dupeuty
- L’homme des rochers ou Les islandais, mélodrame en 3 actes, 1836, mit Benjamin Antier
- La belle tourneuse vaudeville en 3 actes, 1841, mit Jean-François Bayard